# Antimache
Antimache (altgriechisch Ἀντιμάχη Antimáchē) ist eine Gestalt der griechischen Mythologie.
Antimache ist in der literarischen Überlieferung  die Tochter des Amphidamas aus Tegea, deren Name laut einer Inschrift auf einem Relief in der Villa Albani Admete lautet. Sie ist die Schwester des Meilanion und  heiratet Eurystheus, den König von Mykene und Tiryns. Von diesem wird sie die Mutter der Herapriesterin Admete und der sechs Söhne Alexandros, Iphimedon, Eurybios, Mentor, Perimedes und Eurypylos.